# Kathedrale St. Jakobus (Görlitz)

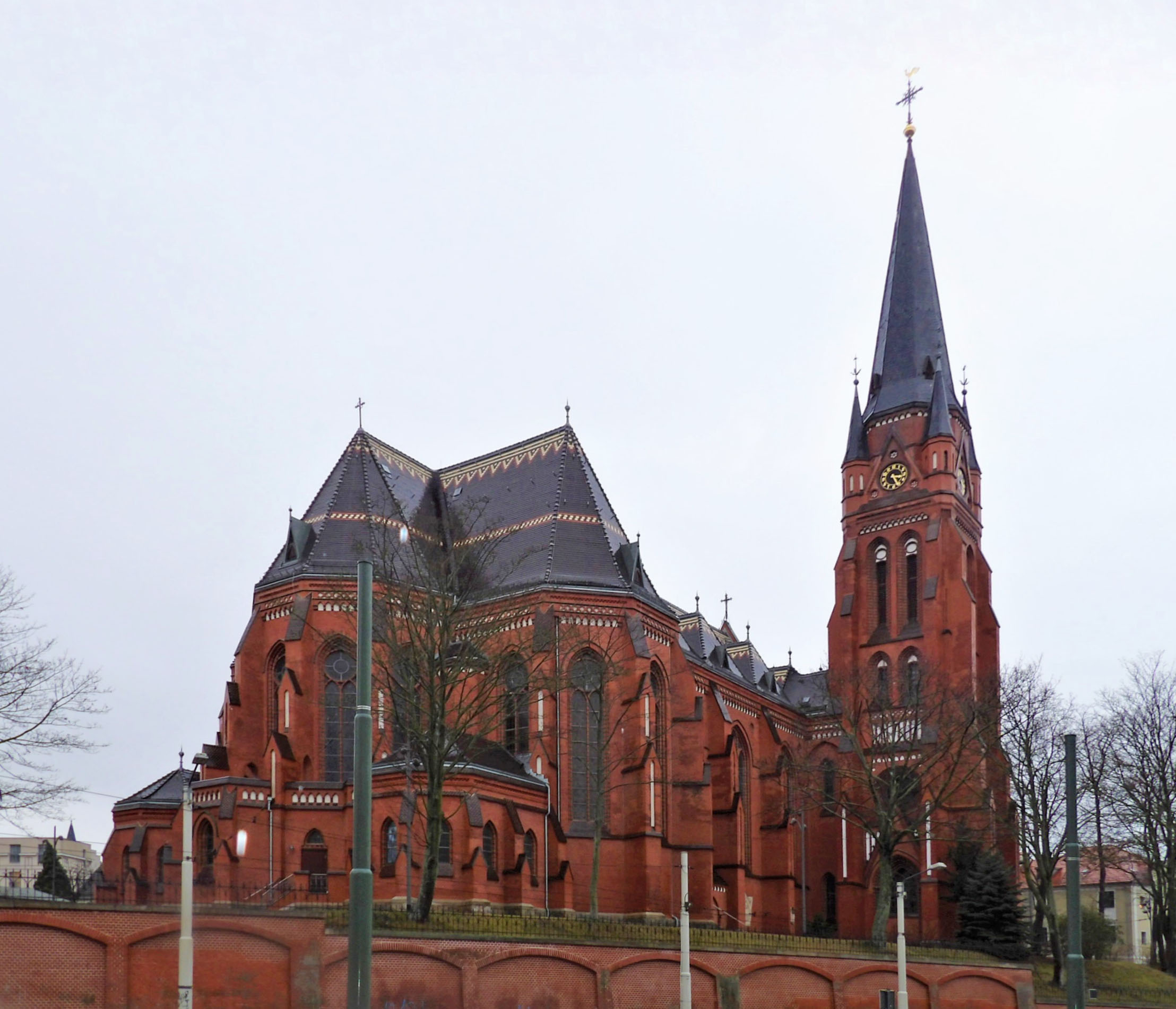
Görlitz, Kathedrale St. Jakobus

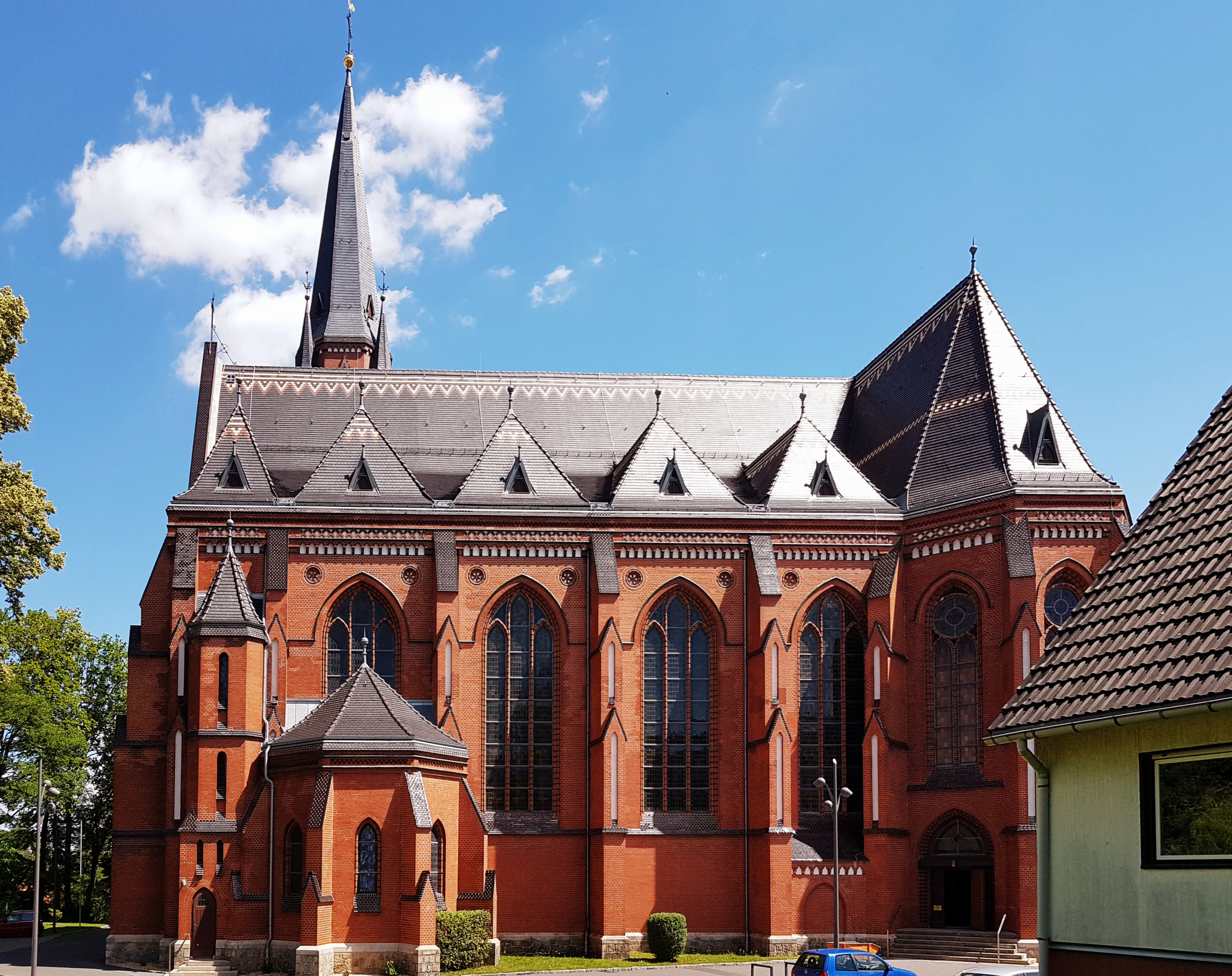
St. Jakobus aus südsüdwestlicher Richtung

Die Kathedrale St. Jakobus in Görlitz ist die Bischofskirche des römisch-katholischen Bistums Görlitz.

## Geschichte

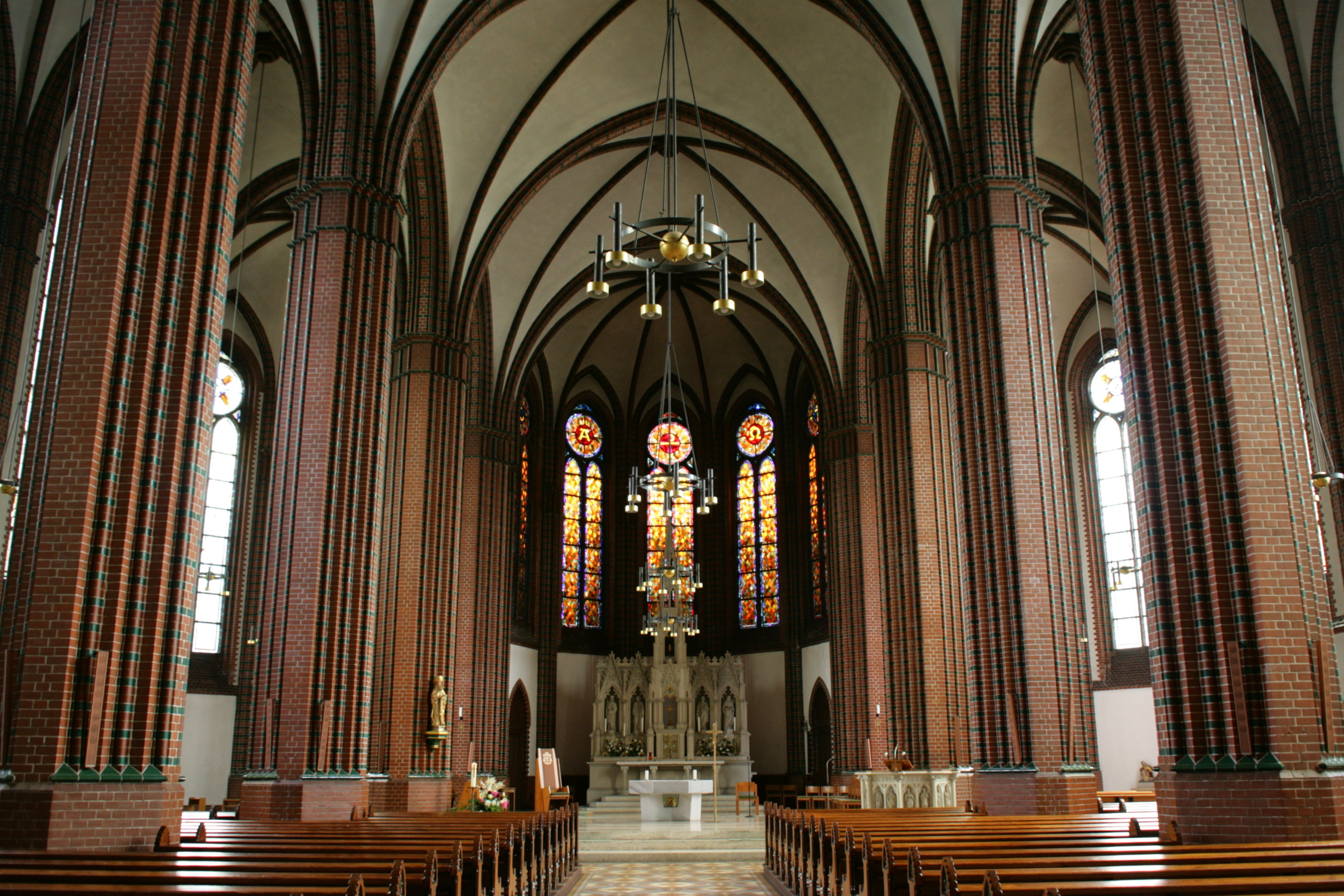
Innenraum vor der Renovierung

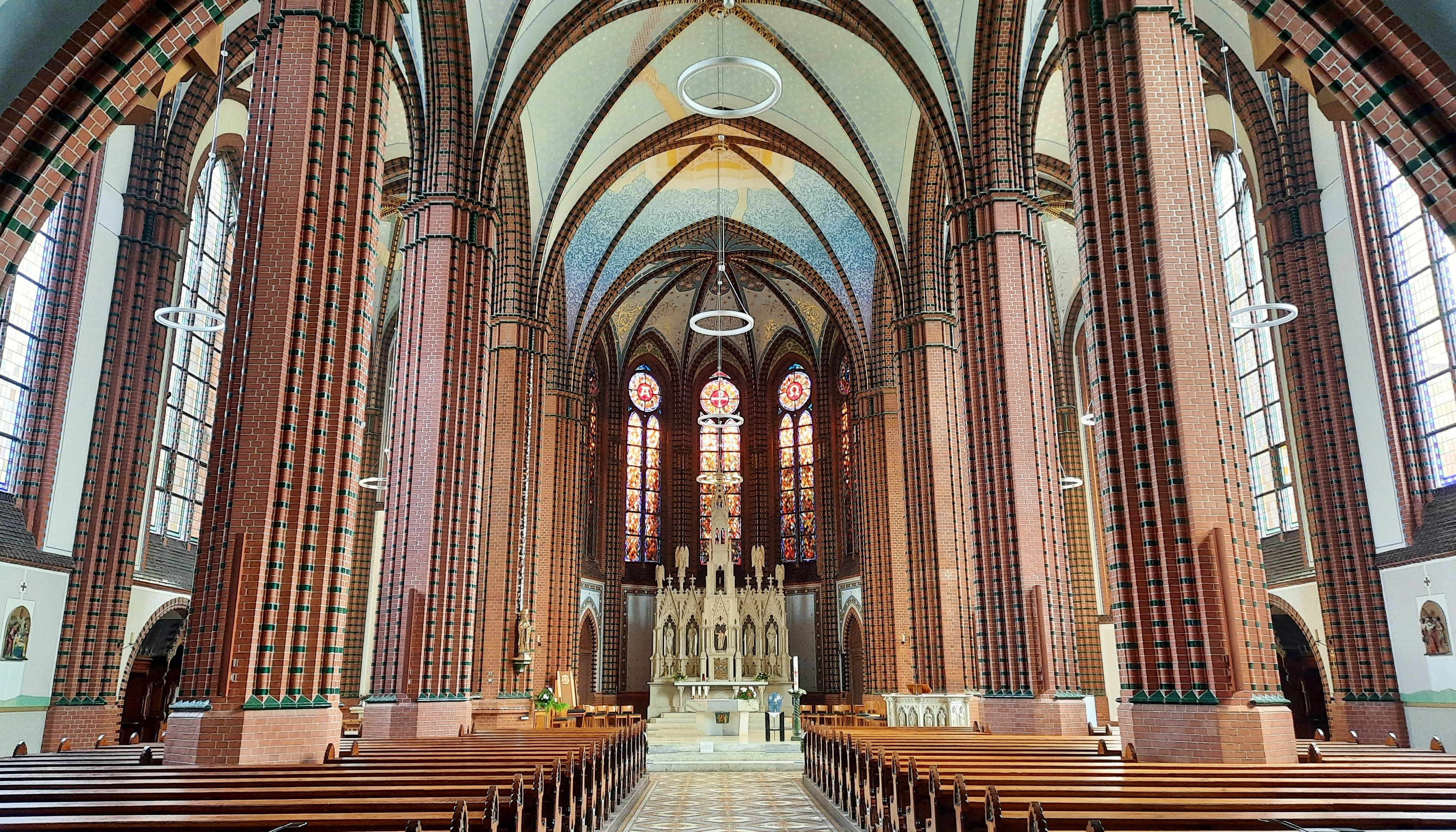
Innenraum nach der Renovierung

Die heutige Kathedrale wurde in den Jahren 1898 bis 1900 nach Plänen des Architekten Joseph Ebers errichtet und am 6. Oktober 1900 geweiht. Ursprünglich war geplant, das neue Gotteshaus als Filialkirche der Pfarrei Hl. Kreuz zu errichten. Der Breslauer Fürstbischof Adolf Kardinal Bertram (damals gehörte Görlitz zum Erzbistum Breslau) erhob die neue Kirche jedoch im Jahr 1918 zur Pfarrkirche der neuen Pfarrei St. Jakobus.
Im März 1947 musste der damalige deutsche Kapitelsvikar Ferdinand Piontek die Bischofsstadt Breslau als Ergebnis des Zweiten Weltkriegs verlassen. Seine Tätigkeit als Breslauer Kapitelsvikar setzte er in Görlitz fort. Görlitz wurde somit Exilsitz des Breslauer Metropolitankapitels sowie des Breslauer Ordinariats und die Pfarrkirche St. Jakobus zusätzlich die Bischofskirche für das Diözesangebiet Görlitz-Cottbus. Dieses wurde 1972 zur Apostolischen Administratur erhoben. Die Kirche St. Jakobus erhielt den Titel einer Prokathedrale. Apostolischer Administrator wurde der bisherige Weihbischof Bernhard Huhn.
Seit der Neuordnung ostdeutscher Bistümer Anfang der 1990er Jahre erfolgte 1994 die Gründung des Bistums Görlitz und die Erhebung der St.-Jakobus-Kirche zur Kathedrale dieses Bistums. Seit 2012 gehört die Jakobuskathedrale zur Pfarrei Hl. Wenzel Görlitz.
Ende November 2019 wurde bekannt, dass die Kathedrale St. Jakobus ab Februar 2020 für rund zwei Jahre für den Publikumsverkehr geschlossen wird. Das geschehe, um den Innenraum zu sanieren und Kriegsschäden zu beseitigen, teilte das Bistum Görlitz der Presse mit. Die zu veranschlagenden Kosten wurden auf bis zu 3,7 Millionen Euro geschätzt. Die Wiedereröffnung erfolgte am 28. November 2021 in einem Festgottesdienst unter Leitung des Görlitzer Bischofs Wolfgang Ipolt mit weiteren deutschen und polnischen Bischöfen.

## Architektur
Die neugotische dreischiffige Hallenkirche in Ziegelbauweise mit dem 68 Meter hohen Turm steht auf einer Anhöhe und ist deshalb von weither sichtbar. Im Innern finden sich Fragmente von bauzeitlichen Ausmalungen und ornamental verwendete Glasurziegel. In den letzten Tagen des Zweiten Weltkrieges wurde die Kirche durch Artilleriebeschuss stark zerstört, danach mit vereinfachter Turmspitze und ohne die Zwerchhäuser wiederhergestellt. 2004 wurde der Westflügel saniert. Ab 2013 erfolgte eine vollständige grundlegende Außensanierung für 4,5 Millionen Euro – einschließlich einer Erneuerung des Glockenstuhls und der Ergänzung zweier Glocken. Im Jahr 2014 wurden im Rahmen der Fassadensanierung auch die vier kleinen Nebentürmchen am Glockenturm, die Dachaufbauten sowie das Fries aus gelben und roten Dachziegeln rekonstruiert.

## Ausstattung

### Orgel

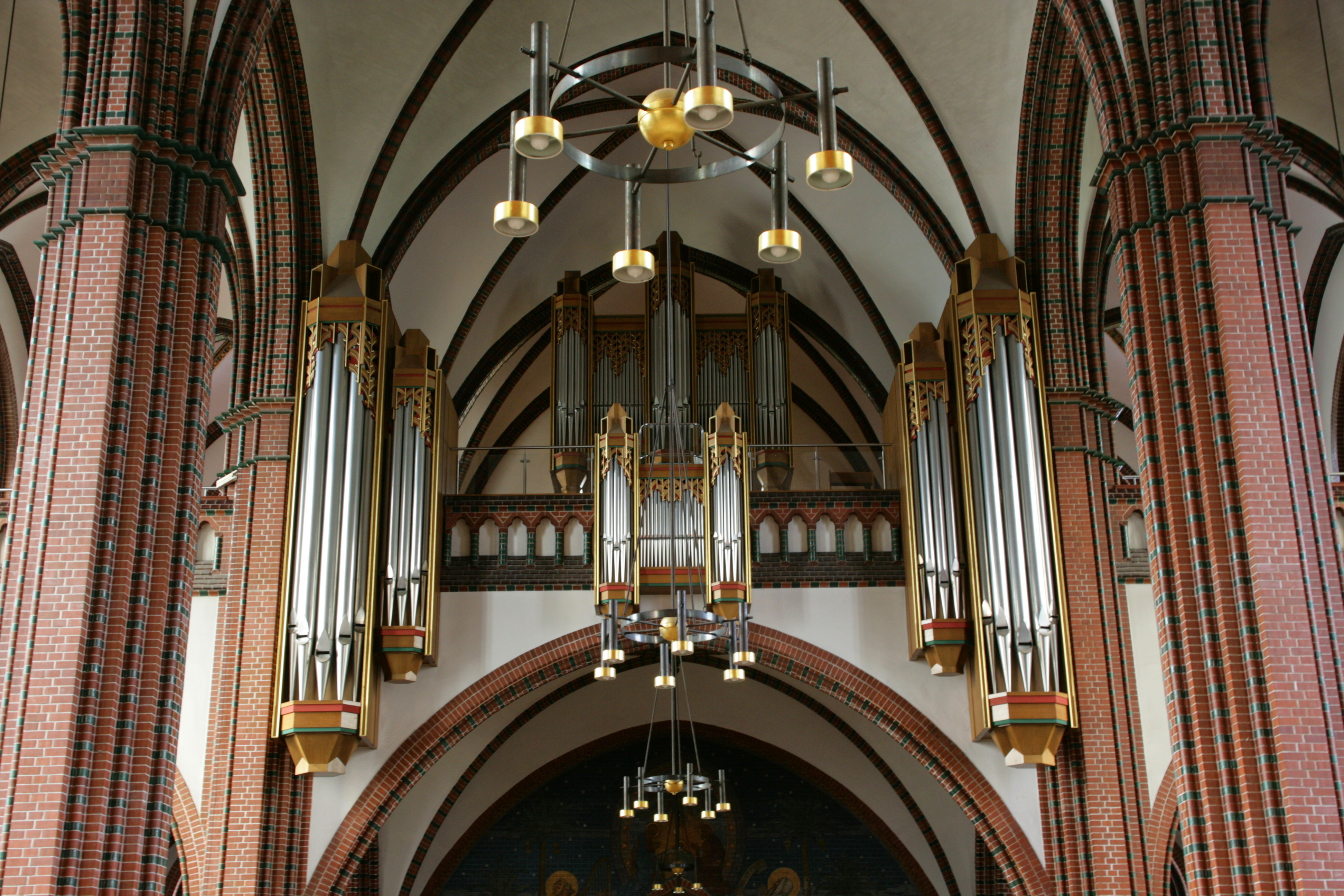
Orgel der Jakobuskathedrale

Die Firma Hermann Eule Orgelbau erbaute in der St.-Jakobus-Kathedrale von 1988 bis 1989 als ihr op. 545 eine dreimanualige Orgel mit 47 Registern bei mechanischer Spiel- und elektrischer Registertraktur. Sie wurde zuletzt 2008 von der Erbauerfirma generalüberholt. Die Disposition ist folgende:
| I Rückpositiv C–g3 |                 |       |
| 1.                 | Holzgedackt     | 8′    |
| 2.                 | Quintadena      | 8′    |
| 3.                 | Prästant        | 4′    |
| 4.                 | Rohrflöte       | 4′    |
| 5.                 | Oktave          | 2′    |
| 6.                 | Larigot         | 1 ⁄3′ |
| 7.                 | Sesquialter II0 | 2 ⁄3′ |
| 8.                 | Zimbel III      | 2⁄3′  |
| 9.                 | Cromorne        | 8′    |
|                    | Tremulant       |       |

| II Hauptwerk C–g3 |               |        |
| 10.               | Pommer        | 16′    |
| 11.               | Prinzipal     | 08′    |
| 12.               | Rohrflöte     | 08′    |
| 13.               | Trichtergambe | 08′    |
| 14.               | Oktave        | 04′    |
| 15.               | Spitzflöte    | 04′    |
| 16.               | Quinte        | 02 ⁄3′ |
| 17.               | Oktave        | 02′    |
| 18.               | Blockflöte    | 02′    |
| 19.               | Cornett III–V | 08′    |
| 20.               | Mixtur IV     | 01 ⁄3′ |
| 21.               | Trompete      | 08′    |
|                   | Tremulant     |        |

| III Schwellwerk C–g3 |                      |         |
| 22.                  | Stillgedackt         | 16′     |
| 23.                  | Metallflöte          | 08′     |
| 24.                  | Koppelflöte          | 08′     |
| 25.                  | Salizional           | 08′     |
| 26.                  | Schwebung            | 08′     |
| 27.                  | Prinzipal            | 04′     |
| 28.                  | Holzflöte            | 04′     |
| 29.                  | Viola                | 04′     |
| 30.                  | Nasat                | 02 ⁄3′  |
| 31.                  | Spitzoktave          | 02′     |
| 32.                  | Terz                 | 01 3⁄5′ |
| 33.                  | Sifflet              | 01′     |
| 34.                  | Scharf IV            | 01′     |
| 35.                  | Fagott               | 16′     |
| 36.                  | Trompette harmonique | 08′     |
| 37.                  | Clairon              | 04′     |
|                      | Tremulant            |         |

| Pedal C–f1 |                |         |
| 38.        | Prinzipalbass0 | 16′     |
| 39.        | Subbass        | 16′     |
| 40.        | Quintbass      | 10 2⁄3′ |
| 41.        | Oktavbass      | 08′     |
| 42.        | Bassflöte      | 08′     |
| 43.        | Choralbass     | 04′     |
| 44.        | Dolkan         | 02′     |
| 45.        | Pedalmixtur IV | 04′     |
| 46.        | Posaune        | 16′     |
| 47.        | Trompetenbass  | 08′     |
|            | Tremulant      |         |

- Koppeln:
  - Normalkoppeln: I/II, III/I, III/II, I/P, II/P, III/P
  - Suboktavkoppeln: I/I, I/II, III/III, III/II
- Spielhilfen: Setzeranlage, Crescendowalze

### Glocken

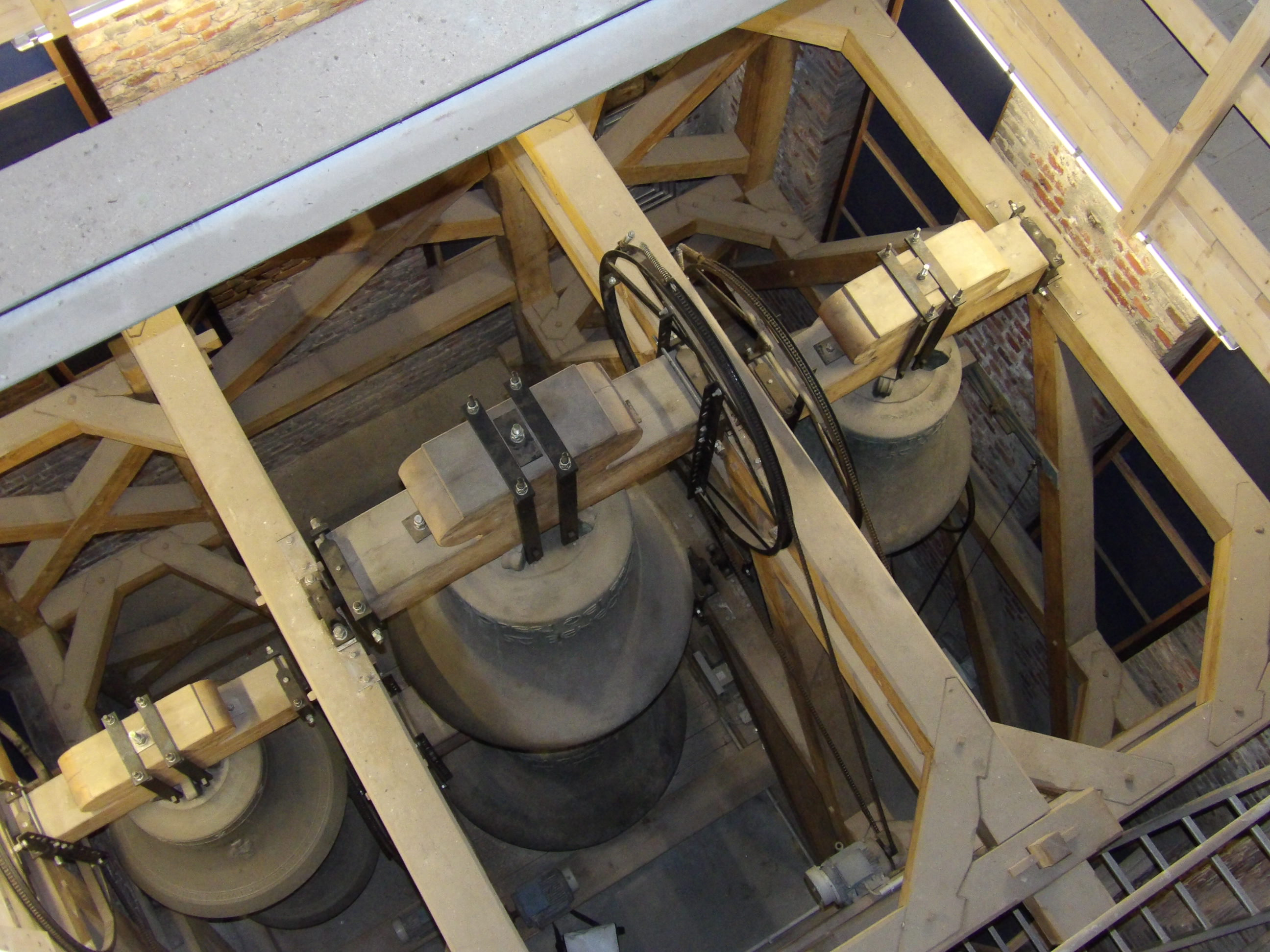
Blick in die Glockenstube

Im Jahr der Kirchweihe lieferte die Glockengießerei Otto aus Bremen-Hemelingen drei Bronzeglocken an die neu gebaute St.-Jakobus-Kirche. Das Geläut hatte die Disposition: d1–f1–g1. Obwohl im Ersten Weltkrieg schon abgenommen und abtransportiert, kamen die Glocken wieder nach Görlitz zurück und hingen bis zum Zweiten Weltkrieg im Turm. Die beiden größeren Glocken wurde im Zweiten Weltkrieg eingeschmolzen. Nur die kleine g-Glocke blieb der Kirche erhalten und läutete allein bis zum Jahr 1963.
Im Jahr 1963 wurde das Geläut um drei Glocken aus der Glockengießerei Schilling in Apolda ergänzt und bestand seitdem aus vier Glocken mit den Namen St. Jakobus, St. Benediktus, St. Maria und St. Bonifatius. Nachdem in den 1963 neuerrichteten Stahljochen Ermüdungsrisse festgestellt worden waren, mussten drei der vier Glocken ab 2011 vorübergehend stillgelegt werden. Nach einer entsprechenden Sanierung waren die Glocken seit Juli 2012 wieder in Dienst. Im Jahr 2013 wurde der vorhandene schließlich durch einen Holzglockenstuhl ersetzt und das Geläut um zwei Glocken zu voller Kathedralgröße erweitert.
- Vorstellung der Glocken der Jakobuskathedrale mit Daten zu den Glocken und deren Geschichte auf YouTube.

| Nr. | Name             | Gussjahr | Gießer, Gussort                           | Durchmesser | Gewicht | Nominal |
| --- | ---------------- | -------- | ----------------------------------------- | ----------- | ------- | ------- |
| 1   | St. Jakobus      | 1963     | Schilling (Apolda)                        | 1750 mm     | 2750 kg | cis1    |
| 2   | St. Benediktus   | 1963     | Schilling (Apolda)                        | 1290 mm     | 1600 kg | e1      |
| 3   | St. Maria        | 1963     | Schilling (Apolda)                        | 1160 mm     | 1120 kg | f1      |
| 4   | St. Bonifatius   | 1900     | Glockengießerei Otto (Bremen-Hemelingen)  | 1080 mm     | 0806 kg | g1      |
| 5   | St. Hedwig       | 2013     | Glockengießerei Lauchhammer (Lauchhammer) | 1001 mm     | 0582 kg | gis1    |
| 6   | Hildegard Burjan | 2013     | Glockengießerei Lauchhammer (Lauchhammer) | 0885 mm     | 0399 kg | ais1    |

## Domkapitel
Das Görlitzer Domkapitel ist ein Kollegium bestehend aus sechs Diözesanpriestern, welches sich aus einem Dompropst und fünf Domkapitularen zusammensetzt. Das Domkapitel steht unter dem Patrozinium des Heiligen Apostels Jakobus des Älteren und des Heiligen Johannes der Täufer.
| Funktion                  | Name                   | Sonstige geistliche Funktion                          | ehemalige Funktionen            |
| Mitglieder                | Mitglieder             | Mitglieder                                            |                                 |
| ------------------------- | ---------------------- | ----------------------------------------------------- | ------------------------------- |
| Dompropst                 | Alfred Hoffmann        |                                                       |                                 |
| Domkapitular              | Markus Kurzweil        | Generalvikar                                          |                                 |
| Domkapitular              | Krystian Burczek       | Geistlicher der Pfarrei Zum Guten Hirten, Cottbus     |                                 |
| Domkapitular              | Thomas Besch           | Propst, Pfarrer der Pfarrei Zum Guten Hirten, Cottbus |                                 |
| Domkapitular              | Ansgar Florian         | Geistlicher Pfarrei St. Mariä Himmelfahrt Wittichenau |                                 |
| Ehrenmitglieder           |                        |                                                       |                                 |
| Ehrendomkapitular         | Franz Georg Friemel    |                                                       | Professor für Pastoraltheologie |
| Emeritierte Domkapitulare |                        |                                                       |                                 |
|                           | Peter Canisius Birkner | Päpstlicher Ehrenprälat                               | emeritierter Dompropst          |
|                           | Herbert Pollack        |                                                       | Pfarrer in Rente                |
|                           | Bernd Richter          | Päpstlicher Ehrenprälat                               |                                 |

Quelle: